# 哈泥斑皿蛛
哈泥斑皿蛛（学名：Lepthyphantes haniensis）为皿蛛科斑皿蛛属的动物。在中国大陆，分布于吉林等地。该物种的模式产地在吉林。